# Eleição parlamentar na Letônia em 2018
A eleição parlamentar letã de 2018 foi realizada em 6 de outubro.

## Resultados eleitorais
| Partido                           | Partido                             | Votos     | %     | Cadeiras | +/–  |
| --------------------------------- | ----------------------------------- | --------- | ----- | -------- | ---- |
|                                   | Partido Social-Democrata "Harmonia" | 167 117   | 19.92 | 23       | 1    |
|                                   | Por uma Letônia Humana              | 120 264   | 14.33 | 16       | Novo |
|                                   | Novo Partido Conservador            | 114 694   | 13.67 | 16       | Novo |
|                                   | Para o Desenvolvimento!             | 101 685   | 12.12 | 13       | Novo |
|                                   | Aliança Nacional                    | 92 963    | 11.08 | 13       | 4    |
|                                   | União de Verdes e Camponeses        | 83 675    | 9.97  | 11       | 10   |
|                                   | Unidade                             | 56 542    | 6.74  | 8        | 15   |
|                                   | Aliança Regional Letã               | 35 018    | 4.17  | 0        | 8    |
|                                   | Despertar                           | 7 114     | 0.85  | 0        | 7    |
| Total de votos válidos            | Total de votos válidos              | 839 000   | 99.30 | –        | –    |
| Votos inválidos (brancos e nulos) | Votos inválidos (brancos e nulos)   | 5 925     | 0.70  | –        | –    |
| Total de votos registrados        | Total de votos registrados          | 844 925   | 100   | –        | –    |
| Eleitorado apto a votar           | Eleitorado apto a votar             | 1 548 100 | 54.58 | –        | –    |